# Población semiurbana
Las poblaciones semiurbanas son aquellas que están en vías de convertirse en poblaciones urbanas; es decir, que se inclinan más hacia la ciudad que hacia el campo.
Entre las características que tiene este rubro poblacional están:
- Su población es mayor a 10 000 habitantes, lo que le permite ya no ser considerada como población rural, aunque todavía no sobrepasa los 15 000 habitantes, población estimada para convertirse en una población urbana.
- Su estructura arquitectónica está en crecimiento; por tanto, no se ven grandes edificios de decenas de pisos, sino pequeños edificios de hasta cinco pisos.
- Su densidad poblacional no supera los 150 hab./km² (habitantes por kilómetro cuadrado), ya que, a partir de esta cifra, se considera urbana cualquier población en la mayoría de los países.[cita requerida] Aunque esta cifra varía de acuerdo con el país, pues, para ser considerada urbana una población es necesaria una densidad poblacional, en India, de 400 hab./km²,[1][2] en China, de 1500 hab./km²,[3] y, en Japón, de 4000 hab./km².